# Dar Ottun
Dar Ottun är en ö i Eritrea.   Den ligger i regionen Norra rödahavsregionen, i den nordöstra delen av landet, 120 km nordost om huvudstaden Asmara. Arean är 2,2 kvadratkilometer.
Terrängen på Dar Ottun är mycket platt. Öns högsta punkt är 12 meter över havet. Den sträcker sig 2,0 kilometer i nord-sydlig riktning, och 1,9 kilometer i öst-västlig riktning.